# Castelul Wilhelmshöhe
Castelul Wilhelmshöhe se află în parcul Wilhelmshöhe din orașul Kassel. Castelul este cunoscut pe plan internațional ca muzeu cu galeria de picturi din aripa castelului Weißenstein. Castelul se află în partea de vest mai joasă a parcului care are suprafața de 2,4 km², situat la altitudinea de 285 m m deasupra n.m. legată printr-o alee cu templul octogonal situat la altitudinea de 526,2 m deasupra n.m.. Pe turnul templului se află statuia de bronz a lui Hercule care este simbolul orașului Kassel.  In pădure situat la sud de templu se află ruina Löwenburg (Kassel).
Aici a fost locul unde împăratul Napoleon al III-lea al Franței fost ținut captiv când a fost capturat de Armata Prusacă în timpul Războiului Franco-German.

## Istoric
Pe locul castelului de azi se afla prin secolul XII o mănăstire din ordinul augustinilor. In timpul ducelui Philipp I. (Hessen) (1504-1567)  va fi secularizarea  averilor bisericești. Nepotul ducelui, Moritz lasă pe locul mănăstirii între anii 1600-1610 să fie clădit un castel de vânătoare, care ulterior între anii 1786-1798 sub conducerea arhitecților Simon Louis du Ry și Heinrich Christoph Jussow să fie transformată în timpul prințului Wilhelm I. (Hessen-Kassel) în forma actuală.

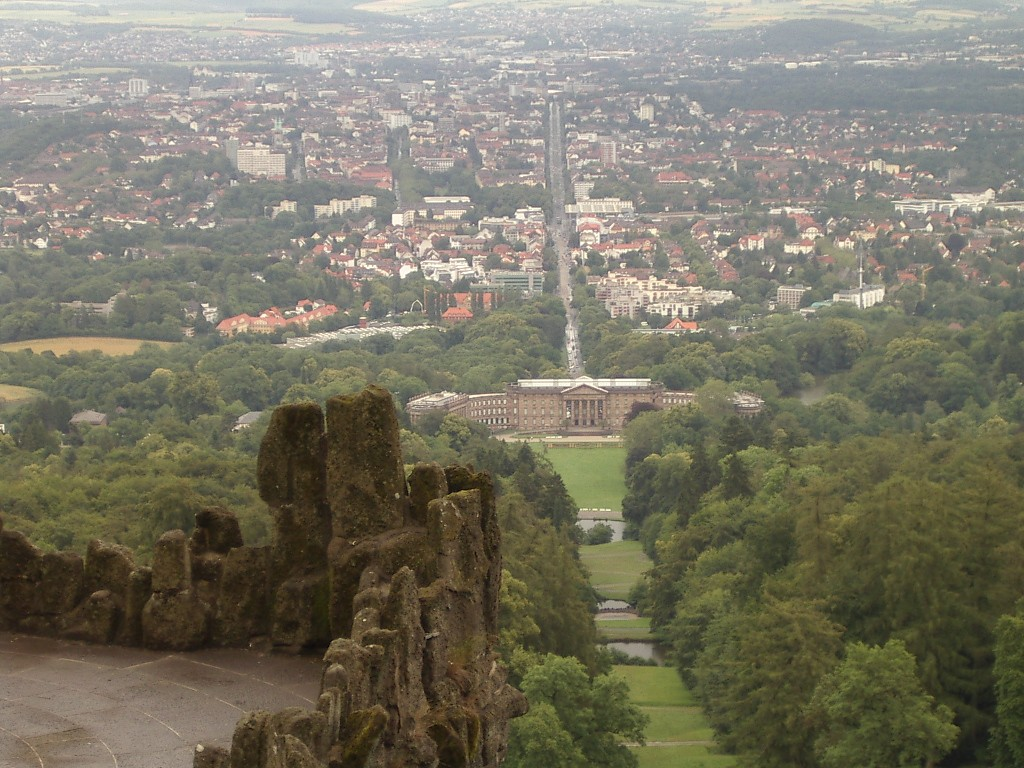
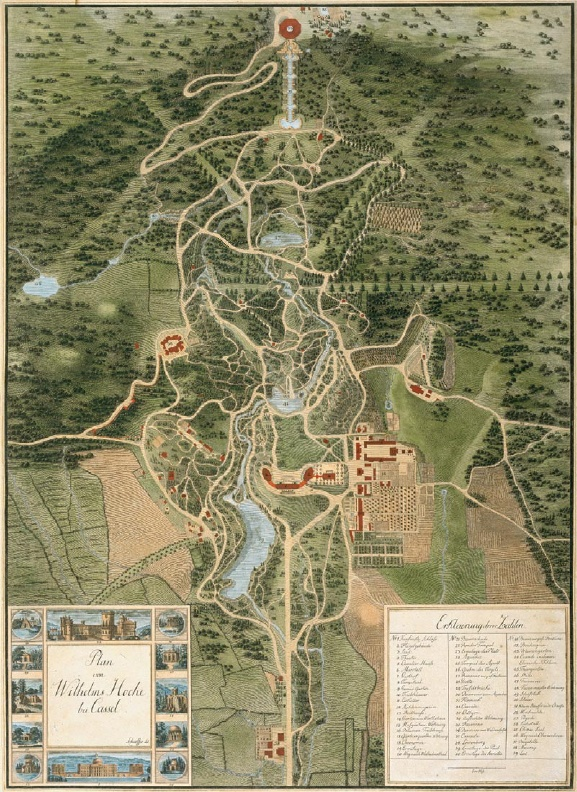